# Pardon Me
«Pardon Me» es una canción de la de la banda estadounidense de rock alternativo Incubus, lanzado a través de Epic/Immortal en enero de 2000 como el primer sencillo de su tercer álbum de estudio Make Yourself (1999). Fue la primera canción de la banda en recibir una considerable difusión en la radio, alcanzando el número tres en la lista Billboard Modern Rock Tracks y el número siete en la lista Mainstream Rock Tracks y el número 2 en la lista Bubbling Under Hot 100 Singles.

## Antecedentes
En una entrevista, el cantante principal Brandon Boyd explicó los orígenes de la canción: "Estaba en una librería, hojeando una vieja revista Life, cuando vi una imagen de lo que el artículo llama combustión humana espontánea. Había piernas y zapatos de un anciano, perfectamente intacto, entonces, justo alrededor del área de su rodilla, era solo un montón de cenizas carbonizadas. Estaba pasando por una confusión en mi vida, tanto buena como mala, y la imagen me tocó la fibra sensible, así que escribí una canción al respecto". Boyd había regresado recientemente de una gira para descubrir que su novia de 7 años lo había estado engañando y que tanto su abuela como un amigo cercano habían muerto. Después de ver una foto en la revista Life de un hombre que había tenido una combustión espontánea, relacionó los problemas del hombre con los suyos y se inspiró para escribir la letra "Perdóname mientras me incendiaba" en su mano.

## Video musical
El video musical de "Pardon Me", dirigido por Steven Murashige, también obtuvo una considerable difusión. El video comienza con Brandon Boyd y su padre Charles, en extremos opuestos de un pasillo. A medida que los dos se acercan, Charles comienza a retroceder en edad y apariencia, mientras que Boyd comienza a envejecer y se parece cada vez más a medida que avanzan uno hacia el otro. Cuando se encuentran, se cruzan y continúan en direcciones opuestas. También se muestran imágenes de los miembros de la banda con atuendos blancos (excepto Boyd, que no tiene camisa) en una caja de color rojo, al igual que imágenes de los miembros de la banda con atuendos rojos rodeados de hombres y mujeres de negocios.

## Posicionamiento en lista
| Lista (2000)                           | Posición |
| -------------------------------------- | -------- |
| Escocia (Scottish Singles Sales Chart) | 86       |
| Reino Unido (UK Singles Chart)         | 61       |
| Estados Unidos (Alternative Airplay)   | 3        |
| Estados Unidos (Mainstream Rock)       | 7        |